# 変幻戦忍アスカ
『変幻戦忍アスカ』（へんげんせんにんアスカ）は、黒岩よしひろによる日本の漫画作品。
『週刊少年ジャンプ』にて、1988年23号から40号まで連載された。単行本は上下巻2冊（竹書房から復刊された単行本も同じ）。連載は途中打ち切りのため、下巻にて大幅に加筆が行われている。

## ストーリー
飛鳥の地で、魔王を復活させる力を持つ森蘭丸を封印した墓を守る本能寺一族。その末裔である少女本能寺飛鳥は、勘当されていた兄と再会したその日、森蘭丸の墓を暴こうとする忍邪集団・魔導忍邪衆の攻撃を受ける。兄の開発したプロテクターを使って敵を撃破した飛鳥であったが、直後に元は本能寺一族の忍者で裏切り者である魔風によって墓の封印を解かれてしまう。こうして、本能寺飛鳥とその仲間たちと、復活した森蘭丸が率いる魔導忍邪衆の戦いが始まった。

## 登場人物

### 本能寺一族とその仲間
先祖代々、森蘭丸が封印された墓を守ってきた。
本能寺飛鳥
本作品の主人公。忍者としての実力は半人前だが、兄大地の開発したプロテクターを纏うと「変幻戦忍アスカ」となりパワーアップする。1971年9月28日生まれ。天秤座。身長152cm、体重45kg、B82 W58 H85。
本能寺大地
飛鳥の兄でプロテクターの開発者。忍者としての才能を全く持っておらず科学と忍術の融合を唱え祖父の自然斎に勘当される。その後、服部半蔵と共に忍者用のプロテクターを開発し、5年後に別の立場となって飛鳥と再会する。
南代成馬
修学旅行で飛鳥の地を訪れていた少年。たまたま見かけた本能寺飛鳥を追いかけ森の中に入り、間接的に封印が解かれるきっかけを作ってしまう。その後、封印の剣が掌から離れなくなったことをきっかけに本能寺自然斎に「力を貸してくれ」と言われ飛鳥と共に戦いに身を投じる。剣道三段。祖父から南代流流動剣を伝授されている。
風魔力太郎
飛鳥の許婚（ただし、親が勝手に決めた）。風魔一族の末裔で、飛鳥を助けるため飛行船で駆けつける。得意技は向日葵光撃波（サンフラワーアタック）。
服部半蔵
現代忍者の頭領。当初は力太郎の飛行船の操舵手に変装していたが、水鬼姫との戦いの中、正体を見せる。左右の瞳の色が違うオッドアイ。最終決戦の時点では左腕がサイボーグ化されている。
本能寺自然斎
飛鳥の祖父。物語の序盤に蘭丸が封印から解き放たれた際、蘭丸の代わりに石化した。

### 魔導忍邪衆
森蘭丸・空属性
飛鳥の地の空の墓に封印されていた。数々の「法」を使いこなし、魔王を復活させる力を持つ。
妃魅魂（ひみこ）・水属性
蘭丸の側近の1人で水の墓に封印されていたが、魔風によって封印から解き放たれた。空間を越える能力を持つ巫女で横笛を武器に用いる。
覇天蓮（ばてれん）・火属性
蘭丸の側近の1人。
牙狼魔（がるま）・地属性
蘭丸の側近の1人。蘭丸の力の象徴であり、封印から解き放たれた際に妃魅魂と共に蘭丸へ力を注いだ。
那主華（なすか）・風属性
蘭丸の側近の1人。飛鳥の前世での妹であり、蘭丸の妹でもある。
風属性に忍術を使用し、4人の力を合わせて放つ「四殺風蓮華」という大技を使用できる。

### 魔導忍邪衆四鬼王
妃魅魂に仕える4人の中忍忍邪兵。
獄炎（ごくえん）
飛鳥が最初に闘った四鬼王。扱う属性は炎で、炎術・式神・幻術等を用いて飛鳥を苦しめるが、プロテクターを纏った飛鳥の空雷電導斬によって倒される。その後、蘭丸の妖力で復活しサイボーグ化。飛鳥たちを襲撃するが、再度倒され、最後は大地の手で分解された。
魔風（まふう）
元は本能寺忍術を学んでおり、飛鳥は兄のように慕っていたが、自身の才能により習得した本能寺秘奥術によって妃魅魂を蘇らせてしまい、その美しさに魅了され本能寺一族を裏切る。後に獄炎が飛鳥と闘っている隙をついて、蘭丸を蘇らせようとする。結果として封印を解くことは成功するも、その戦いの中で片腕を失い幽閉されることになる。扱う属性は風であり、同じ四鬼王の水鬼姫とは恋仲にあった。物語の終盤で飛鳥の実兄であることが明かされた。
水鬼姫（すいきひ）
魔導忍邪衆四鬼王の紅一点。魔風とは恋仲。魔風が飛鳥に片腕を切り落されたことを怨み、本能寺一族抹殺の任務を自ら志願する。魔風の教えを忠実に守り、部下に戦わせて飛鳥たちの弱点を探るなど、相手の力を見極めることに長けている。扱う主な属性は水だが魔風の教えを受けていた為か風属性も扱うことができ、それを応用した必殺技は大気中の水素と酸素を圧爆させる「破異怒狼撃（ハイドロショット）」。作中ではある人物を殺害したが、それに激怒した飛鳥の小型竜巻を起こす技”爆風烈花”により動きを封じられ羽交い絞めにされて、地面に叩きつける大技「旋風嵐竜殺」を食らい死亡した。
邪土（じゃど）
魔導忍邪衆の1人で土属性の術を操る。妃魅魂曰く「美しくなさすぎる」。泥のような体をもち、泥を利用して様々なものに擬態したり。敵を泥で封じ込め人形として操る「泥傀儡」という術も使用する。封印の探索という任務を引き受け、東京の風魔一族を襲撃。その後、飛鳥たちを待ち伏せし、風魔邸の地下にある封印を破ることに成功した。しかし、後を追ってきた服部半蔵達との戦いの中で、力太郎のサンフラワーアタックを喰らい、あっさりと倒された。

### 邪魔忍四人衆 （じゃーまにーしにんしゅう）
水鬼姫に仕える4人のくノ一。水鬼姫は彼女達を飛鳥たちと戦わせ、その能力を分析した。
水仙（なーしさす）
ポニーテールの美女。武器はリボン。力太郎と対峙するが、「ブス」とののしられて激昂する。必殺技「織烈鞭（ヴァイアレントラッシュ）」で力太郎に深手を負わせるが、自身も額を割られ倒される。
水蓮（りり）
身長2mを超えようかという大柄な女性。凄まじい威力のパンチやキックの他、フラフープに似た円環状の刃を飛ばす「竜巻死輪（トルネードリング）」という技で成馬を追い詰める。しかし最後は竜巻死輪を見切られ、成馬に喉を串刺しにされ倒されるが、成馬も腹に竜巻死輪を直撃されたため相打ちとなる。
水晶（くりすたる）
ショートカットの美女。幻術の使い手。飛鳥を水晶の中に閉じ込め（実際には、幻覚にすぎない）殺そうとするが、水鬼姫に叱責される。その後、大地により幻術を見破られ、最後は飛鳥が放ったブーメランによって胸を串刺しにされ倒された。
水蜜（ぴーち）
関西弁を話すツインテールの少女で、邪魔忍の中でもっとも幼く見えるが、実は邪魔忍のリーダー。最初は本当の実力を見せない大地をいたぶり、その後も大地を助けようとする飛鳥の動きを封じるなど水鬼姫の作戦のために行動する。しかし、新型のプロテクター"アステクター"をまとった飛鳥には圧倒される。最後は、力太郎と成馬のコンビネーション攻撃によって倒された。

### その他の魔導忍邪
死忍将 冥府異主徒（しにんしょう めいふぃすと）
妃魅魂が本能寺一族の抹殺を担当する者を募った際に名乗り出た忍邪。しかし、直後に水鬼姫に胴体を切断される。詳細な能力は不明だが、上半身と下半身が切り離されても平然と話していた。

## プロテクター
正式名称を生体増幅装甲（Bio.Amplify.Protecter）頭文字をとって通称B.A.P.と呼称する。
未使用時は金色の3角形の形をしたペンダントの形をしているが、特定の声紋に反応し、使用者の体を守る超薄型のプロテクターとなる。
なお、変身時に着衣は全て吹き飛ばされる。
プロテクターの他、大地が作ったハート型のコンパクト手裏剣（手で投げるより早く命中率も高い）などもある。
作中で以下の種類が登場している。
初期型
主人公の本能寺飛鳥が作中の中盤まで使用していたプロテクター。気、力、忍術を10倍にも高める効果があるが、皮膚呼吸等の生命維持活動を著しく低下させることから、連続使用時間は60分と制限されている。また、一度使用すると再使用には、しばらくエネルギー充填の時間が必要となっている。充填中はパスワードには反応しないが、充填が完了すると再度パスワードを唱えなくても自動的にミューテションエネルギーが供給される。変幻パスワードは「ミューテーション」、解除パスワードは「ミュートオフ」。
アニテクター
本能寺大地が使用した試作型プロテクター。試作品の為一度しか使用できないがアスカの使用するプロテクターと同等の効果を持つ。変幻パスワードは「アニテーション」。
アステクター
作中の中盤から登場するプロテクター。デザインが若干異なる以外に初期型との性能的な違いは不明。変身時のエネルギーは衛星から供給されている描写がある。変幻パスワードは初期型と同じ。
ヴァニテクター
最終話に登場するプロテクター。初期型、アステクターから大きくデザインが異なっている。過去のアスカ(天主華)と現在のアスカ(飛鳥)が時空間を歪められ一つとなり、天主華本来の力をフルに発揮できるようになっている。変幻パスワードは「ヴァニテーション（空変幻）」。

## 封印
この作品のテーマとなっている五法(空風火水地)に対応した墓があり、それらに対応した人物が存在する。
過去、魔王光臨の儀に失敗した蘭丸達の隙をついて蘭丸の側近であった天主華が術禁法によって蘭丸ら四人を封印した。
術禁法は命によって行われる封印であり、乱丸らの封印が解かれると天主華の血筋にあたる本能寺一族の命が奪い取られ、代わりに石化封印されてしまう。
最終話時点で封印は全て解かれており、(水)妃魅魂－本能寺覚厳（アスカの父親）、(空)蘭丸－本能寺自然斎、(土)牙狼魔－魔風の命が繋がっていた。また、風魔力太郎と南代成馬も石化していたが、どちらがどの属性に対応して、どうして封印されたか等は明らかになっていない。